# Perilampus politifrons
Perilampus politifrons är en stekelart som beskrevs av Howard 1894. Perilampus politifrons ingår i släktet Perilampus och familjen gropglanssteklar. Inga underarter finns listade i Catalogue of Life.